# Doctorul (Star Trek)
„Doctorul” este holograma medicală de urgență (HMU) a navei USS Voyager din franciza Star Trek și ofițerul medical principal pe parcursul călătoriei de șapte ani prin cvadrantul Delta. Este interpretat de Robert Picardo.
HMU Marca I este un program de calculator cu o interfață holografică ce apare sub înfățișarea lui Lewis Zimmerman, creatorul programului. Deși programul fusese conceput doar pentru a fi folosit în situații de urgență, relocarea bruscă a navei Voyager în cvadrantul Delta și lipsa unui medic real au făcut ca programul Doctorului să ruleze permanent, devenind astfel ofițerul medical principal al navei.
În episodul „Proiecții”, Doctorul începe să delireze după un accident, el ajunge să creadă că este o persoană adevărată și că timpul său petrecut pe USS Voyager este doar un program de holopunte.